# رود سوک
رود سوک (به لاتین: Sok) یک رود در روسیه است که در استان اورنبورگ واقع شده‌است.